# Lục trấn
Lục trấn (chữ Hán: 六鎮) là thuật ngữ dành để chỉ 6 trấn quân sự Ốc Dã, Hoài Sóc, Vũ Xuyên, Phủ Minh, Nhu Huyền, Hoài Hoang được thiết lập ở biên cảnh phía bắc, nhằm củng cố công tác bảo vệ đô thành Bình Thành vào giai đoạn đầu của vương triều Bắc Ngụy.

## Bối cảnh lịch sử
Năm Thiên Hưng đầu tiên (398), Bắc Ngụy Đạo Vũ đế Thác Bạt Khuê kiến đô ở Bình Thành. Bấy giờ, trên thảo nguyên Mông Cổ, có dân tộc du mục Nhu Nhiên hùng mạnh, trong lúc đại quân Bắc Ngụy tiến xuống phía nam tranh giành, kỵ binh Nhu Nhiên thừa cơ xâm nhập nội địa Bắc Ngụy, Bình Thành chịu sự uy hiếp rất lớn.
Lục trấn được thiết lập cụ thể vào thời gian nào không rõ. Quảng Dương vương Nguyên Uyên từng nói: "Xưa kia vào những năm Hoàng Thủy (niên hiệu của Đạo Vũ đế, 396 – 398) lấy việc thay đổi công tác phòng bị làm trọng, kén chọn những người thân thuộc tài năng, cho nắm quyền ở các trấn." Có thể ước đoán các trấn biên giới của Bắc Ngụy dưới thời Đạo Vũ Đế có quy mô sơ sài, đương thời gọi chung là Bắc trấn, có trấn còn chưa đặt trị sở cố định.
Tháng 6 năm Thái Bình Chân Quân thứ 7 (446), Thái Vũ đế Thác Bạt Đảo điều động 10 vạn người ở 4 châu Ti, U, Định, Ký, đông từ Thượng Cốc  xây đắp những công trình biên phòng quy mô.
Tháng Bảy năm Thái Hòa thứ 18 (494), Hiếu Văn đế tuần thị 4 trấn Hoài Sóc, Vũ Xuyên, Phủ Minh, Nhu Huyền, hạ chiếu cho người ở 6 trấn cùng thành Ngự Di (xem phần Vị trí địa lý ở dưới): trên 80 tuổi mà không có anh em, con cháu thì đến hết đời được cấp thóc; trên 70 tuổi mà nhà nghèo, đều được cấp 10 hộc thóc. Tên gọi Lục trấn bắt đầu được ghi nhận từ đây.

## Vị trí địa lý
1. Ốc Dã trấn (沃野鎮), ban đầu đặt ở thành cũ của huyện Ốc Dã đời Hán, nay là Tây nam huyện Lâm Hà, Nội Mông Cổ. Năm Thái Hòa thứ 10 (486), dời đến thành cũ Sóc Phương đời Hán, nay là phía bắc kỳ Hàng Cẩm, Nội Mông Cổ. Năm Chính Thủy đầu tiên (504), lại dời đến nay là đông bắc Ngũ Nguyên, Nội Mông Cổ.
2. Hoài Sóc trấn (懷朔鎮), nay là Tây nam Cố Dương, Nội Mông Cổ. Năm Chính Quang thứ 4 (523), đổi làm trị sở của Sóc Châu.
3. Vũ Xuyên trấn (武川鎮), nay là phía Tây huyện Vũ Xuyên, Nội Mông Cổ. Tên cũ là Hắc Thành, sau đổi là Vũ Xuyên. Năm Vũ Thái đầu tiên (528), đổi trấn làm quận, tên mới là Thần Vũ, thuộc Sóc Châu.
4. Phủ Minh trấn (撫冥鎮), nay là Đông nam kỳ Tứ Tử Vương, Nội Mông Cổ.
5. Nhu Huyền trấn (柔玄鎮), nay là Tây bắc huyện Hưng Hòa, Nội Mông Cổ.
6. Hoài Hoang trấn (懷荒鎮), nay là Trương Bắc, Hà Bắc.

Ngoài ra, ở mặt đông của Lục trấn, còn có Ngự Di trấn. Nguyên là thành Ngự Di, nay là đông bắc Cô Nguyên, Hà Bắc. Sau đặt làm trấn, dời về nay là Tây bắc Xích Thành, Hà Bắc. Năm Vũ Thái đầu tiên (528), đổi trấn làm châu.

## Ý nghĩa và ảnh hưởng
Đường từ Bình Thành theo hướng bắc ra khỏi biên tái, mé đông một đạo từ Tấn Dương qua Bình Thành, Hoài Hoang trấn đến Hãn Hải, mé tây một đạo từ Bình Thành qua Ốc Dã trấn, Cao Khuyết thú, Yến Sơn đến Hãn Hải. Ở khoảng giữa thì có Vũ Xuyên trấn, nằm trên đường Âm Sơn. Người xưa cho rằng ở phía bắc bên ngoài Âm Sơn đều là sa mạc. Những bãi cát trải dài từ đông sang tây hàng ngàn dặm, từ nam sang bắc hàng ngàn dặm, không có nước uống hay cây cỏ, không thể ăn ở gì được! Lên được Âm Sơn, trên cao nhìn xuống, cái chi cũng thấy, nên xem nơi này là yếu địa.
Dọc Âm Sơn từ Sóc Châu  theo hướng bắc đến thành Bạch Đạo, qua Bạch Đạo đến Vũ Xuyên trấn, là con đường chủ yếu từ Bình Thành ra khỏi biên tái. Người thời Bắc Ngụy nhân đó cho rằng: Sóc Châu cậy vào vị trí xung yếu của Bạch Đạo, nơi này không xong, ắt các châu Tịnh, Tứ gặp nguy. Thành Vũ Xuyên là bình phong của mặt bắc Sóc Châu.
Ốc Dã trấn nằm trên đồng bằng Hà Sáo, nhà Bắc Ngụy tại khu vực Hà Sáo thiết lập Hà Tây uyển, là bãi chăn nuôi quan trọng nhất của chính quyền. Ở trấn này có Hà Tây Thừa Hoa cung, được xây dựng từ thời Đạo Vũ đế. Các hoàng đế Bắc Ngụy nhiều lần tuần hạnh Hà Tây, vì sự phát triển nông, mục nghiệp tại vùng này đối với nguồn lực kinh tế của Bắc Ngụy có ảnh hưởng rất to lớn.

## Mâu thuẫn và kết cục
Bởi những nguyên nhân kể trên, trong các giai đoạn đầu và giữa của nhà Bắc Ngụy, Lục trấn rất được trọng thị. Các biên trấn đều đặt các chức Đại tướng cùng liêu thuộc, dưới Trấn là Thú, Trấn binh tuần hành bảo vệ Thú. Tướng lĩnh Lục trấn đều do quý tộc Tiên Ti đảm nhiệm, quân nhân đồn thú chủ yếu là người Tiên Ti, có cả con em các gia tộc lớn ở Trung Nguyên . Chỉ xét riêng Ốc Dã trấn, thì Trấn tướng, liêu lại đã có hơn 800 người. Ngoài ra còn có dân tộc du mục là Cao Xa trên thảo nguyên Mông Cổ chịu sự áp bức của Nhu Nhiên, trước sau có mấy chục vạn người, trăm vạn bò, dê đến xin nội phụ, cũng được an trí ở khu vực Lục trấn, chia nhau đóng trại ở biên cảnh.
Nhưng từ năm Thái Hòa thứ 18 (494) về sau, Hiếu Văn đế dời đô đến Lạc Dương, coi trọng việc sửa sang Trung Nguyên, địa vị của tướng sĩ Lục trấn ngày càng kém đi. Con em quý tộc Tiên Ti chịu sự kỳ thị, khó lòng được thăng tiến. Về sau những người được phái đến tham gia đồn thú đều là tội phạm lưu đày hoặc tử tù, gọi là "phủ hộ", "binh hộ" cùng tướng sĩ Lục trấn gọi chung là "trấn hộ". Lại thêm những Trấn tướng mà triều đình phái đến phần nhiều là những kẻ tham ô, tướng sĩ biên phòng cùng các dân tộc thiểu số như Cao Xa phải chịu sự áp bức, bóc lột tàn khốc, sinh hoạt ngày nghèo khốn .
Năm Thái Hòa thứ 22 (498), người Cao Xa ở các trấn từ Hoài Sóc về đông bùng nổ cuộc bạo động với quy mô rất lớn. Hiếu Văn đế tạm dừng cuộc chiến với Nam Tề, trở lên phương bắc để trấn áp. Cuộc bạo động đã bị dẹp yên, nhưng Lục trấn cũng bị hủy hoại nghiêm trọng.
Trong những năm Chính Thủy (504 – 508), triều đình Bắc Ngụy tiến hành sửa chữa Lục trấn cùng Ngự Di trấn, sắp đặt các đồn thú, phân phong các chức tước, nhằm tránh nỗi lo về sau. Nhưng mâu thuẫn vẫn không vì vậy mà lắng xuống, năm Chính Quang thứ 4 (523), dân trấn Ốc Dã là Phá Lục Hàn Bạt Lăng dựng cờ khởi nghĩa ở Cao Khuyết thú, mở đầu phong trào khởi nghĩa Lục trấn. Dân chúng không kể Hán – Hồ ở Lục trấn nhao nhao hưởng ứng. Sau khi nghĩa quân liên tiếp hạ được 2 trấn Vũ Xuyên, Hoài Sóc, triều đình Bắc Ngụy liên kết với Nhu Nhiên tiến hành đàn áp. Phong trào thất bại, hơn 20 vạn binh dân Lục trấn bị phân tán đến 3 châu Định, Ký, Doanh thuộc Hà Bắc. Đến đây, Lục trấn đã bị phế bỏ .